# Galeria do Loreto
A chamada Galeria do Loreto localiza-se na cidade, concelho e distrito de Lisboa, em Portugal.
É uma das galerias do sistema urbano de distribuição das águas recebidas pelo Aqueduto das Águas Livres.

## História
A água transportada pelo Aqueduto das Águas Livres, ao chegar a Lisboa, era conduzida através de uma rede emissária composta por cinco grandes galerias, maioritariamente subterɾâneas, com cerca de 12 quilómetros de extensão, cuja função era assegurar o fornecimento aos chafarizes e a alguns estabelecimentos públicosː
- Chafariz do Campo de Santana
- Chafariz das Necessidades
- Chafariz do Loreto
- Chafariz da Esperança, e
- Chafariz do Rato.

Entre elas destaca-se a Galeria do Loreto, construída em 1746, com 2998 metros de comprimento, cujo percurso é atualmente visitável entre a Casa do Registo (Mãe d'Água das Amoreiras), na rua das Amoreiras, seguindo para o sul até ao Príncipe Real (Reservatório da Patriarcal), prosseguindo pela rua do Século até ao Miradouro de São Pedro de Alcântara.
Abastecia os seguintes chafarizes:
- Chafariz da Rua Formosa (1762)
- Chafariz de São Paulo (1848)
- Chafariz da Mãe de Água (1840)
- Chafariz do Passeio Público (1771, desmontado)
- Chafariz do Carmo (1771)
- Chafariz do Loreto (1771, desmontado)